# Alcea (roslagsskuta)
Alcea är den roslagsskuta som varit förebild för Österåkers kommunvapen  och logotyp för Trälhavets båtklubb. Skutan byggdes 1888 åt Gustaf Johansson i Össebygarn. Alcea trafikerade Garnsviken. Skutan användes främst till transport av ved. Alceas hemmahamn var på Svista i Brottby och hennes vrak ligger i Stavaviken.

## Trafik
Alcea levererade ved till Stockholm från Brottby, Kårsta och bygden runt Garnsviken.
1923 avriggades fartyget och utrustades med en motor, men kostnader för bränsle och annat ledde till att hon togs ur drift och 1932 skrotades hon.

## Vrak i Stavviken
Alcea blev aldrig upphuggen, utan ligger fortfarande som vrak på Norrösidan av i Stavaviken, som är en del av sjön Garnsviken. 

## Kommunvapen

Österåkers vapen

Roslagsskutan Alcea anses ha stått stod som modell för  Kommunvapnet i Österåkers kommun, vilket fastställdes första gången 1957. Det registrerades för den nuvarande kommunen 1983.